# 陳薇安
陳薇安（1995年11月1日—）為台灣女子籃球運動員，目前效力於國泰人壽，主要位置為鋒線搖擺人。母親陳貞敏也是前籃球運動員。

## 經歷
- 海山高中國中部 - 永仁高中國中部  - 永仁高中 - 中國文化大學 - 國泰人壽（2019年－）

## 代表隊經歷
- 2011年亞洲U16青年女子籃球錦標賽
- 2012年亞洲U18青年女子籃球錦標賽
- 2013年亞洲U18三對三籃球錦標賽
- 2016年威廉·瓊斯盃國際籃球邀請賽
- 2016年亞洲沙灘運動會
- 2017年威廉·瓊斯盃國際籃球邀請賽
- 2017年夏季世界大學運動會
- 2018年威廉·瓊斯盃國際籃球邀請賽

## 外部連結
- 陳薇安在fiba.basketball（英语）
- 陳薇安在archive.fiba.com（存檔）（英语）
- 陳薇安在Eurobasket.com（球員）（英语）